# Công đồng Lyon II
Công đồng Lyon II do Giáo hoàng Grêgôriô X triệu tập năm 1272-1274. Có khoảng 500 giám mục và 570 giáo sĩ (có Thánh Thomas và Bonaventura), hoàng đế Đông Phương M. Paleologus cũng tham dự. Gồm 6 khoá họp từ 7 tháng 5 đến 17 tháng 7. Công đồng bàn về sự hợp nhất giữa Giáo hội Đông Phương và Tây Phương
Nội dung của công đồng:
1. Ban bố bản "Tuyên Ngôn Đức Tin" (nội dung chính liên quan đến các vấn đề về quyền tối thượng của Đức Giáo hoàng, bảy phép Bí tích, Luyện ngục...).
2. Hiệp nhất với Giáo hội Đông phương (cho tới năm 1282).
3. Luật bầu chọn Giáo hoàng (diễn ra trong một hội nghị thân mật: Conclave), củng cố mối tương quan giữa Giám mục và Tu sĩ.
4. Thúc đẩy phong trào công bằng xã hội (như xử lý người cho vay nặng lãi và luật sư bất công).